# Cena Džuna Mikiho

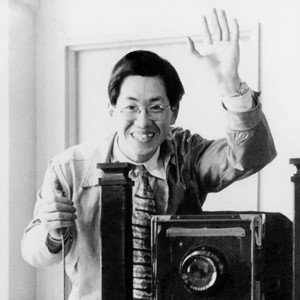
Džun Miki

Cena Džuna Mikiho (japonsky 三木淳賞, Miki Džun šó) je fotografické ocenění udělované společností Nikon každý rok v Japonsku.

## Historie
Cena je udělována za nejlepší fotografickou výstavu na salónu Nikon Salon umělci mladšímu 35 let. Ocenění bylo založeno v roce 1999 výběrovou komisí instituce Nikon Salon. Je pojmenována na počest dokumentárního fotografa Džuna Mikiho.

## Cena
Cena se skládá z trofeje znázorňující "nekonečno" od Asahika Jamady, peněžní odměny 300 000 jenů a fotoaparátu Nikon D300 s teleobjektivem. Vítěz může rovněž uspořádat výstavu nových prací v Salonu Nikon v Ginze do dvou let od udělení ceny. 
V rámci tohoto ocenění vznikla v roce 2003 cena inspirace Džuna Mikiho, která je obvykle udělována dvěma fotografům za nejkreativnější a nejpozoruhodnější práce vystavené v průběhu akce Nikon Salon Juna21.

## Seznam vítězů
|    | Rok  | Vítěz                          | Název fotografie                                 |
| -- | ---- | ------------------------------ | ------------------------------------------------ |
| 1  | 1999 | Zen'ičiró Kóno (甲野 善一郎)   | Secret Time                                      |
| 2  | 2000 | Šinobu Suzuki (鈴木 忍)        | And… For This Tender Castration                  |
| 3  | 2001 | Makiko Fudžisawa (藤沢 真樹子) | Mango y Ritmo                                    |
| 4  | 2002 | Secujó Go (呉 雪陽)            | Fireworks Above the Ice                          |
| 5  | 2003 | Ikujo Ogino (荻野育代)         | Directed Tension                                 |
| 6  | 2004 | Juri Murakami (村上 友重)      | Lines Woven on a Sphere                          |
| 7  | 2005 | Ikuko Cučija (土屋 育子, žena) | Images of Trust                                  |
| 8  | 2006 | Naoki Išikawa (石川 直樹)      | The Void                                         |
| 9  | 2007 | Jasuto Inamija (稲宮 康人)     | Shape of the Nation: Highway Landscapes of Japan |
| 10 | 2008 | Jasuši Nišimura (西村 康)      | Her Title                                        |
| 11 | 2009 | Gim Eun Ji                     | Ether                                            |
| 12 | 2010 | Šingo Kanagawa (金川 晋吾)     | Father                                           |
| 13 | 2011 | Kóhei Soeda                    | Not yet refugees                                 |

- 2012: ?
- 2013: ?
- 2014: ?
- 2015: Masaki Yamamoto[2] The Yamamoto Family